# Itaipava (cerveza)

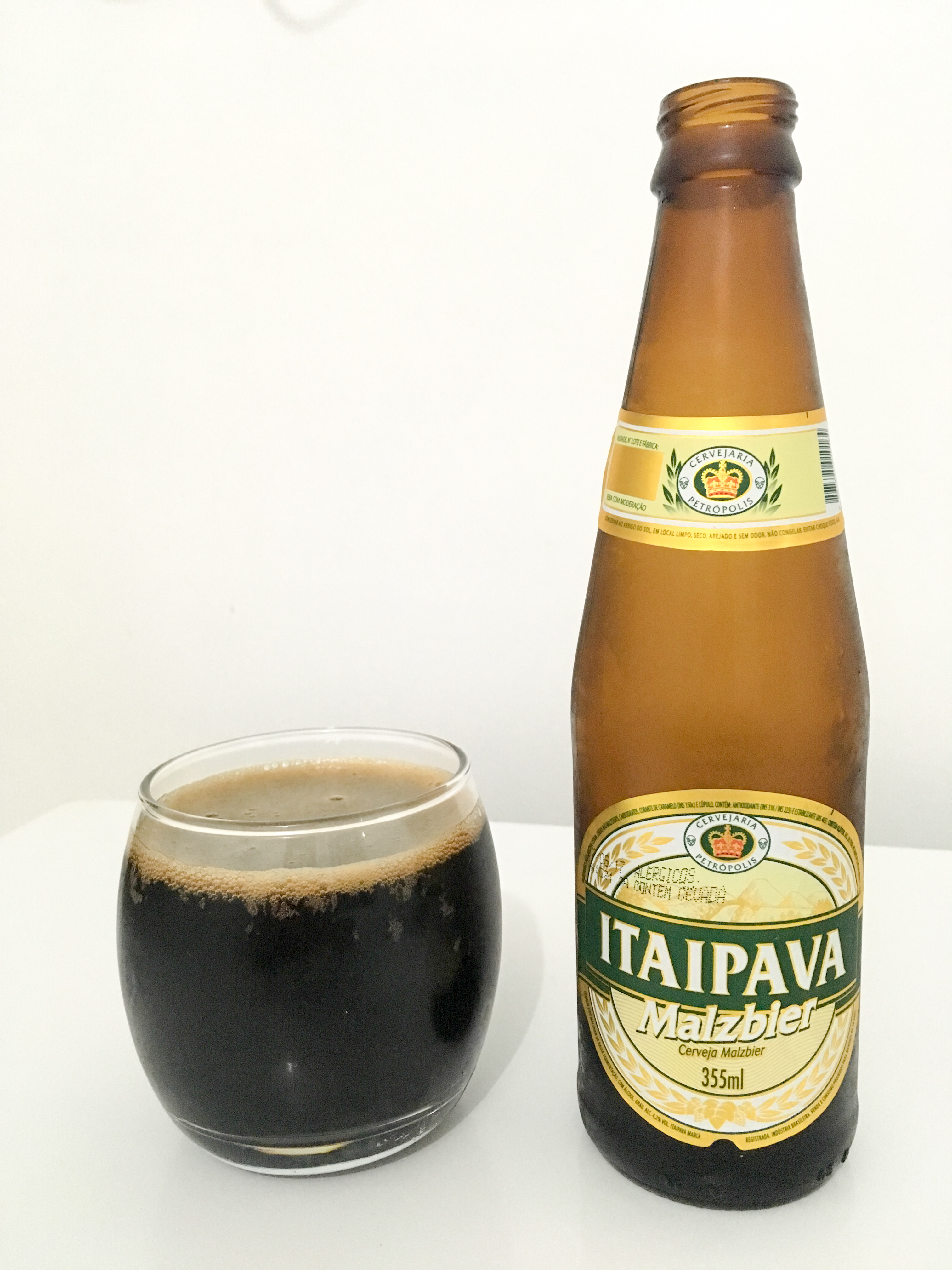
Itaipava Malzbier

Itaipava es una cerveza brasileña elaborada por Grupo Petrópolis y lanzada por el distribuidor Marzola y Koyama.

## Historia
Corría el año 1993 cuando un grupo de empresarios se reunió y decidió comprar algunas máquinas, equipos y un terreno cerca de la carretera Br 040 - Km 51. Aprovechando el clima templado de la serranía, la existencia de aguas de excepcional calidad y haciendo uso de su conocimiento cervecero y de materia prima importada, se lanzó en 1994 la cerveza Itaipava, cuya primera aparición se produce en el Shopping Vilarejo. A esta fiesta acudió mucha gente de la sociedad Petropolitana. Itaipava comenzó a comercializarse ese año y en 1998 aparecería con una nueva etiqueta. Curiosamente, en 1998 la cervecería fue vendida a un nuevo grupo de inversores, que apostaron por la adquisición de nuevas máquinas y la ampliación de la fábrica.
La marca ha invertido mucho en el patrocinio de eventos automovilísticos realizados en Brasil. Itaipava está presente en Stock Car, Fórmula 3, Campeonato Brasileño de GT-3, GT Brasil, Trofeo Maserati, Fórmula Truck y Copa Renault Clio. El 26 de agosto de 2009, firmó un contrato para patrocinar al equipo Brawn GP durante el Gran Premio de Brasil de Fórmula 1 de ese año. En mayo de 2013, Petrópolis compró los derechos del nombre del estadio construido en Pernambuco para la Copa Mundial de Fútbol de la FIFA de 2014, por lo que el estadio paso a llamarse Itaipava Arena Pernambuco, excepto para los eventos de la FIFA, que omiten el nombre de los patrocinadores.

## Controversia
En junio de 2015, el CONAR (Consejo Nacional de Autorregulación Publicitaria) recomendó a Itaipava retirar de circulación un cartel publicitario de la marca por ser «demasiado erótico». Grupo Petrópolis, que controla la marca, respondió en un comunicado que «acepta y respeta la decisión de Conar».